# Luis Blanco Barrero
Luis Blanco Barrero (Barcelona, 2 de setembre de 1960), és un ex jugador de bàsquet català que mesura 1.92 cm i la posició del qual a la pista era la d'aler.

## Trajectòria
- Planter del Col·legi La Salle Bonanova
- 1980-1982 La Salle Bonanova Barcelona
- 1982-1983 Club Bàsquet Saragossa
- 1983-1984 Espanyol
- 1984-1988 Bàsquet Manresa
- 1988-1991 Caja Ronda
- 1991-1992 Montehuelva
- 1992-1993 CB Santfeliuenc